# Подберёзкин, Вячеслав Михайлович
Вячесла́в Миха́йлович Подберёзкин (род. 21 июня 1992, Москва) — российский футболист, полузащитник.

## Карьера
Начал заниматься футболом в 8-летнем возрасте в родном Кунцеве. В возрасте 10 лет перешёл в школу московского ЦСКА, выпускником которой стал в 2010 году. Но, проведя с армейским дублем один сбор, узнал, что команде не подходит. В последующем играл за команду «КАИТ-Спорт», выступавшую в московской зоне Первенства России среди любительских клубов. Во время выступления за «КАИТ-Спорт» приглашался на просмотр в итальянские «Чезену» и «Дженоа».
Летом 2011 года был приглашён на просмотр в столичный «Локомотив», по итогам которого с ним был заключён контракт. В сентябре стал активно привлекаться главным тренером «железнодорожников» Жозе Коусейру к тренировкам с первой командой. Зимой 2012 года поехал вместе с первой командой на сбор в Португалию, где в товарищеском матче с лиссабонским «Атлетико» забил свой первый гол за главную команду. В начале февраля был заявлен «Локомотивом» для участия в Лиге Европы. 22 апреля в матче с «Рубином» дебютировал в Премьер-Лиге, выйдя на поле в стартовом составе и отыграв весь первый тайм, после чего был заменён на Майкона. На 36-й минуте встречи получил жёлтую карточку за фол на Бибрасе Натхо.
В июле 2014 года перешёл в «Урал», подписав с клубом контракт на 2 года, где стал игроком основного состава — в сезоне 2015/16 полузащитник провёл 14 матчей в чемпионате и Кубке России и забил три гола. В октябре 2015 признан болельщиками «Урала» лучшим игроком месяца; 28 декабря 2015 года «Урал» объявил о том, что соглашение с полузащитником расторгнуто по обоюдному согласию сторон — игрок выкупил свой контракт у клуба за 220 тысяч евро. Затем игрок подписал контракт с «Краснодаром» до 2020 года.
В 2018 году, сначала в аренду, потом на постоянной основе, перешел в казанский «Рубин».
18 августа 2020 года вернулся в «Урал», подписав с клубом долгосрочный контракт. 6 июня 2023 года покинул «Урал» по истечении контракта.
13 июня 2023 года присоединился к клубу «СКА-Хабаровск».